# Torre DeutschlandRadio
La Torre DeutschlandRadio (en alemán: DeutschlandRadio-Turm) también conocido como DLF Funkhaus Köln es un edificio de oficinas situado en el distrito Raderthal de Colonia, Alemania. Construida entre 1974 y 1975, la torre tiene 102 metros de altura y 19 plantas. Es, a fecha de 2024, el noveno edificio más alto de Colonia.
El edificio está situado en el barrio Raderthal de Colonia, en el margen izquierdo del río Rin, y alberga los estudios y la redacción de Deutschlandfunk desde el 18 de febrero de 1979 (inauguración oficial: 24 de abril de 1980). En las inmediaciones de la torre se encontraba el edificio de la radio de la Deutsche Welle en el Raderberggürtel, que fue desmantelado por completo en 2021.

## Historia
En 1969, la administración de Deutschlandfunk decidió construir el proyecto preliminar de Gerhard Weber. Para la torre del edificio, Weber utilizó una estructura suspendida inspirada en la de los puentes. Cuando se inició la construcción en 1974, se montó una estructura en voladizo sobre un núcleo de hormigón armado de 100 metros de altura, desde donde se fueron bajando los pisos individuales piso a piso. Los cables de acero de los que cuelgan los distintos pisos se insertan en las vigas de hormigón que recorren en diagonal el tejado del edificio.
Desde el 29 de enero de 2024, se trata de un edificio protegido. En 2024 se acordó elaborar una estrategia de renovación para la torre que costará 300.000.000 €, con objetivo de que esté completada 2036.